# Neue Welt (Würzburg)

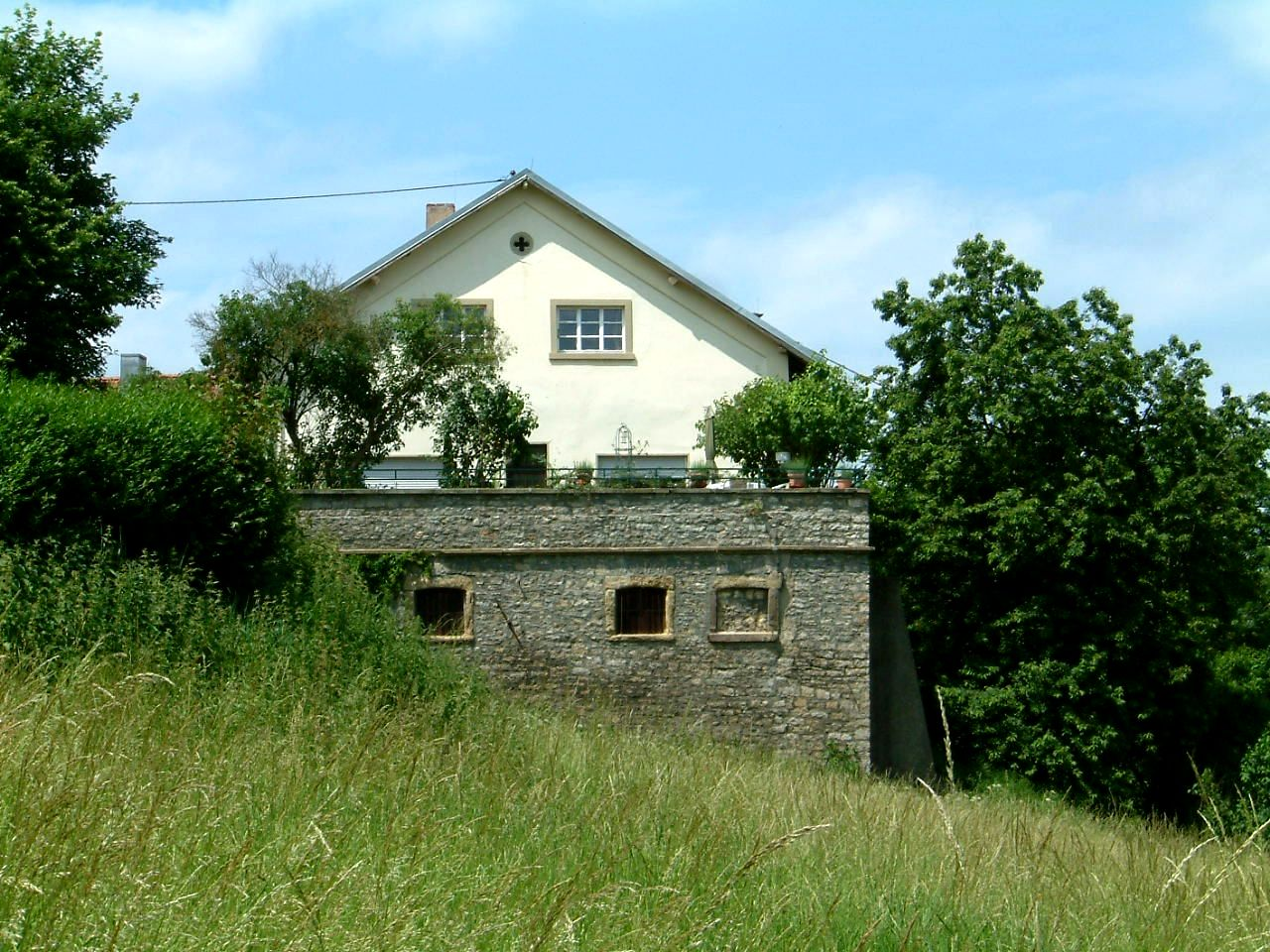
„Neue Welt“ Würzburg, Ostansicht mit Terrasse

„Neue Welt“ oder „Zur Neuen Welt“ ist die Bezeichnung für einen ehemaligen Gutshof am Leutfresserweg 32 in Würzburg, der in der ersten Hälfte des 20. Jahrhunderts der Wohnsitz der Malerin Gertraud Rostosky und ihrer Mutter war. Er diente als Treffpunkt, Durchreisestation und Sommersitz von Künstlern, Literaten und Intellektuellen und wurde überregional bekannt. Das Gebäude befindet sich heute in Privatbesitz.

## Geschichte
Der aus Kitzingen stammende Bauunternehmer und Baumaterialienhändler Johann Adam Wadenklee besaß ein 82 ha großes Wald- und Feldareal am Nikolausberg in Würzburg, auf dem Steinbrüche und Kalköfen betrieben wurden. Von 1864 bis 1866 ließ er auf dem durch den Leutfresserweg erschlossenen Gelände einen Gutshof errichten, der bedingt durch die Ereignisse des Deutschen Krieges von 1866 nur halb so groß wie geplant ausgeführt werden konnte und 1867 bezogen wurde. Das im hängigen Gelände errichtete Ensemble von Wohn- und Wirtschaftsgebäuden erhielt durch eine breite großzügige Terrassenanlage seine bis heute bestehende Prägung.
Wadenklee bewohnte das Anwesen mit seiner Frau Margaretha und seinen Kindern sowie den Bediensteten des Gutsbetriebes. Der von ihm nach seiner ältesten Tochter vorgesehene Name „Marienhof“ konnte sich nicht durchsetzen. Der Volksmund fand vielmehr den bis heute gültigen Namen „Neue Welt“ oder „Zur Neuen Welt“ für das damals eine halbe Stunde Fußweg von der Stadtbebauung abgelegene und in etwa auf der Höhe der gegenüberliegenden Festung Marienberg befindliche Gut mit Blick auf die zu seinen Füßen liegende Stadt.
Der Betrieb einer Schweine- und Pilzzucht war nur wenig ertragreich. Das Gut warf nie Gewinn ab und konnte nur durch das Baugeschäft Wadenklees finanziert werden. Als zusätzliche Einnahmequelle sollte auch eine Gastwirtschaft dienen, die jedoch nur kurze Zeit existierte.
Am 29. September 1873 heiratete Marie, die Tochter des Gründerehepaares Wadenklee den aus Riga stammenden Buchhändlergesellen Heinrich Rostosky. Nach Beendigung seiner Ausbildung als Verlagsbuchhändler zog Rostosky mit seiner Frau wieder nach Riga, wo 1874 die Tochter Margaretha und am 7. Januar 1876 die Tochter Gertraud geboren wurden. Vier Tage nach der Geburt von Gertraud starb Heinrich Rostosky plötzlich, so dass seine 22-jährige Witwe mit den beiden Kindern wieder nach Würzburg auf die „Neue Welt“ zurückkehren musste. Neben den Großeltern wohnten noch zwei Geschwister von Gertrauds Mutter sowie diverses Dienstpersonal auf der „Neuen Welt“.
Diese hatte sich zu einem beliebten Spaziergangsziel und zu einer Sommerfrische für die Würzburger entwickelt. Zusammen mit ihren Eltern und den beiden Töchtern versuchte Marie Rostosky durch die Vermietung von Zimmern an Studenten und Professoren der Universität Würzburg die schwierige finanzielle Lage auf der „Neuen Welt“ zu verbessern. So wohnte 1879/80 Hans Virchow, der Sohn von Rudolf Virchow und Privatdozent am Zoologischen Institut der Universität Würzburg auf dem Gut. In dessen Mittelpunkt stand dabei Margaretha Wadenklee, die einen „Salon“ mit Jour fixe an den Samstagnachmittagen führte, der Gelegenheit für Dichterlesungen, Klaviervorführungen u. ä. bot. Außerdem gab es Kosttage für arme Studenten, und verarmte Schulfreundinnen nahmen am Leben im Hause teil, als gehörten sie dazu.
Caroline Dauthendey, die Mutter des Dichters Max Dauthendey wurde 1873 von ihrem Mann zur Pflege auf die „Neue Welt“ gegeben und starb dort im Juni desselben Jahres. Die Kontaktpflege von Dauthendeys Vater Carl mit Maria Wadenklee und der „Neuen Welt“ machte auch seinen Sohn frühzeitig mit den dortigen Bewohnern vertraut. So hatte er auch die neun Jahre jüngere Gertraud Rostosky kennengelernt. Als sie und ihre Mutter Dauthendey im Sommer 1890 wieder begegneten, luden sie ihn mit seinen studentischen Freunden zu einem Besuch bei sich ein. Daraus entwickelte sich ein bevorzugter Treffpunkt für Dauthendey und andere musisch Veranlagte.
Nach einem Zusammenbruch Dauthendeys, den sein Vater daraufhin in eine Nervenklinik einweisen ließ, erholte er sich im Frühjahr 1891 auf der „Neuen Welt“. Seine häufigen Aufenthalte dort und seine Bekanntschaft mit deren Bewohnern und Gästen, vor allem aber seine Jugendliebe Gertraud Rostosky, verarbeitete Dauthendey in seinem ersten Roman Josa Gerth, der 1892 erschien und in dem sowie auch in anderen späteren Werken die „Neue Welt“ unter den Namen „Pfauenhof“ bzw. „Geisterhaus“ erschien.
Heiratsanträge von Dauthendey und dessen Freund Arnold Villinger im September 1894 lehnte Gertraud Rostosky ab und widmete sich ihrer schulischen und beruflichen Ausbildung als Malerin. Erst nach vielen Stationen in Dresden, München und Paris kehrte sie nach dem Tod der Großmutter am 5. April 1903 wieder für eine längere Zeitspanne auf die „Neue Welt“ zurück. In der Folgezeit wechselte sie ständig zwischen Würzburg und München. Später kamen Aufenthalte in Berlin hinzu. Das gastfreundliche Haus der Großeltern entwickelte sich zunehmend zu einem „Hort der Künste“. Mit dem Sommer 1907 begann eine Reihe von Künstlerfesten. Als Privatsekretär Dauthendeys wirkte in dieser Zeit Franz Langguth, ein Winzersohn aus Traben-Trarbach, den Rostosky zufällig in München kennengelernt hatte und der die beiden teilweise auch auf Reisen begleitete.
1913 hielt sich Gertraud Rostosky vorwiegend auf der „Neuen Welt“ auf. Am 20. Januar 1913 starb ihre Schwester Margaretha. Zu Beginn des Ersten Weltkrieges erteilte sie auf der „Neuen Welt“ Malunterricht. Während ihrer Ausbildung und der folgenden Tätigkeit als Malerin hatte Rostosky die verschiedensten Künstler und Intellektuellen kennengelernt; so in München Waldemar Bonsels, Korfiz Holm, Karl Arnold, Olaf Gulbransson, Eduard Thöny, Frank Wedekind, Willi Geiger und Albert Weisgerber. In Paris nahm sie Malunterricht bei Olga Boznańska und lernte Isolde Daig sowie deren späteren Mann Béla Czobel kennen. Zu den Berliner Bekanntschaften zählten Maria Slavona, Dora Hitz, Elsa Weise, Marie Galimberti, Anton Kerschbaumer und Erich Heckel.
Der Unterhalt des Gutes fiel nach dem Tod der Großeltern Gertraud Rostosky und ihrer Mutter immer schwerer. Bereits 1915 waren 30 Morgen einschließlich eines 1872 gepflanzten Wäldchens an die Stadt Würzburg verkauft worden. Die Einkünfte aus Vermietungen und dem Verkauf von Bildern sowie dem Malunterricht waren nicht ausreichend, so dass ein Verkauf unumgänglich war. Als Käufer schien zunächst das Künstlerehepaar Hans Purrmann und Mathilde Vollmoeller-Purrmann in Betracht zu kommen.
Schließlich erwarb jedoch Franz Langguth am 1. April 1920 das Anwesen, während sich die beiden Frauen ein lebenslanges Wohnrecht in der unteren Etage des Gutshauses einräumen ließen. Die gewohnte Tradition eines offenen Hauses konnte so fortgesetzt werden, wenn sich auch die Millionen aus dem Verkaufserlös als Inflationsgeld in kurzer Zeit verflüchtigten. Die erste Zeit des Künstlertreffpunktes „Neue Welt“ prägten die Maler und Malerinnen, die Gertraud Rostosky aus dem deutschen Künstlerkreis des Café du Dôme in Paris bekannt waren und zum zeitweiligen Arbeiten und Ausstellen Aufnahme fanden.
Es war eine allgemeine Zeiterscheinung, dass viele Künstler die Sommermonate nutzten, um auf Reisen neue Inspirationen zu sammeln. Das Malen in freier Natur und das einfache Leben außerhalb der Hektik der Großstädte und der strengen Ordnung akademischer Schulen führten ab dem Ende des 19. Jahrhunderts zu zahlreichen Künstlerkolonien, die teilweise eigene stilistische Charakteristika entwickelten. Eine solche Künstlerkolonie stellte die „Neue Welt“ allerdings nicht dar, bot jedoch einen gerne angenommenen Treff- bzw. Durchreisepunkt für die zahlreichen Künstler, mit denen Gertraud Rostosky bekannt war.
Die Sommermonate der Jahre 1922 bis 1927 bildeten die Blütezeit der „Neuen Welt“ mit zahlreichen Aufenthalten, gemeinsamen Arbeiten und gegenseitigen Austausch der verschiedensten Künstler. Rostoskys künstlerische Tätigkeit, ihre Reisen und Korrespondenzen gaben immer wieder Anlass für Einladungen. Die Treffen auf der „Neuen Welt“ wurden ergänzt durch Ausstellungen und Vorträge. 1925 gab es zu Ehren von Otto Modersohn, der in diesem Jahr 60 Jahre alt geworden war, ein großes Fest auf der Terrasse der „Neuen Welt“.
Ende der zwanziger Jahre wurde es ruhiger. Der Eigentümer Franz Langguth wollte 1928 erst das Gut verkaufen, ließ dann aber die ehemaligen Wirtschaftsräume zu Wohnzwecken umbauen. Die einstige Freundschaft zwischen Rostosky und Langguth zerbrach schließlich im Streit über die Nutzungsrechte an den diversen Räumlichkeiten. Vor allem materielle Sorgen beschränkten den künstlerischen Austausch weitgehend auf Briefkontakte.
Der Gutshof mit seinen Bewohnern und Gästen hielt sich – abgesehen von der Teilnahme an einigen Ausstellungen – auf Distanz zur Würzburger Kunstszene und wurde deswegen weitgehend ignoriert. Für die Würzburger war Rostosky nur die „Verrückte vom Berg“. Diese Isolierung verstärkte sich noch in der Zeit des Nationalsozialismus, als der Landesleiter der Reichsschrifttumskammer von Mainfranken, August Diehl, sich anlässlich einer Ausstellung 1934 über Rostosky negativ äußerte. Ihr Frühwerk sei „eine seltsame Erscheinung“ und ihrem koloristischen Talent seien auf „unbegreifliche Weise künstlerische Entgleisungen“ unterlaufen.
Bereits 1933 hielt Rostosky in ihrem Tagebuch fest: „Heute lernen wir die Brutalität der Übergänge kennen (Hitler) - die Dissonanz von einem Zustand in einen neuen“. Der Eigentümer der „Neuen Welt“, Franz Langguth, stellte in einem Schreiben vom 27. November 1935 klar, dass „Personen jüdischer Abstammung auf der Neuen Welt nicht geduldet werden.“ Die meisten ihrer jüdischen Bekannten waren zu dieser Zeit jedoch schon ins Ausland emigriert, wie z. B. Béla Czobel.
Am 27. Januar 1938 starb Maria Rostosky nach einem Schlaganfall, so dass ihre Tochter mit einem Wohnrecht nun allein auf der „Neuen Welt“ lebte. Während des Zweiten Weltkriegs diente der Gutshof als Notquartier für Bombengeschädigte aus den westlichen Großstädten. Am 6. März 1945 hatte Rostosky einer Bekannten mitgeteilt: „Die Neue Welt ist sehr beneidet um die guten Schutzkeller. Wir sind an die 50 Personen dort, an die 20 sind Kinder.“  In den Jahren nach der Zerstörung Würzburgs, von der die „Neue Welt“ aufgrund ihrer vom Zentrum abgelegenen Lage verschont blieb, bis über die Mitte der 1950er Jahre hinaus fanden hier ausgebombte Würzburger eine zumindest notdürftige Wohnstatt.
In den fünfziger Jahren fand sich nochmals ein kleiner Kreis vornehmlich einheimischer Künstler und Literaten um Gertraud Rostosky auf der „Neuen Welt“ zusammen. Frühere Schüler aus der unmittelbaren Nachkriegszeit wie Rita Kuhn und der Maler Joachim Schlotterbeck, der sich ein eigenes Atelier dort einrichtete, sowie Dichter und Schriftsteller wie Adalbert Jakob, Friedrich Schnack, Alfred Richard Meyer und Herbert Günther besuchten die allein lebende „Herrin der Neuen Welt“.
Anfang der fünfziger Jahre zog auch der Schriftsteller Werner Beumelburg, der schon Ende der zwanziger Jahre zu Besuch auf der „Neuen Welt“ gewesen war, auf Einladung dauerhaft dorthin. Hier entstanden auch seine letzten Bücher. Er konnte allerdings aufgrund seiner Karriere während der Nazizeit nicht mehr an seine früheren Erfolge anknüpfen. Am 9. März 1963 beging er auf der „Neuen Welt“ Suizid.
Als am 30. Mai 1959 Gertraud Rostosky nach langer schwerer Krankheit starb, war die Geschichte der „Neuen Welt“ als gastfreies Haus für Künstler und musisch Ambitionierte endgültig zu Ende. Ihren Nachlass hatte sie der Stadt Würzburg vermacht. Der Wunsch für ein Dauthendey-Rostosky-Gedenkzimmer als bleibende museale Dokumentation für beide Künstler erfüllte sich nicht. Das Inventar der „Neuen Welt“ wurde versteigert und ist heute in alle Winde verstreut. Der künstlerische Nachlass kam in den Besitz der Städtischen Galerie Würzburg (jetzt Museum im Kulturspeicher). Ihr Briefwechsel mit Max Dauthendey gelangte teilweise an die Max Dauthendey-Gesellschaft, ein beträchtlicher Teil ist verschwunden. Das Manuskript Rostoskys zur Chronik der Neuen ist ebenfalls nicht mehr vorhanden.
Der Gutshof wird weiterhin zu Wohnzwecken genutzt. Obwohl vieles geändert, Parkplätze angelegt und Bäume entfernt wurden, stellt die große Freiterrasse immer noch das prägende Element dar und auch der weite Blick auf Stadt und Festung Marienberg blieb dank der topographischen Gegebenheiten unverstellt.
Obwohl von Rostosky schon zu Lebzeiten angeregt, ließ die Stadt Würzburg erst neun Jahre nach ihrem Tod anlässlich des 50. Todestages von Max Dauthendey im Jahre 1968 eine Gedenktafel mit einer unvollständigen Liste der Künstler, die auf der „Neuen Welt“ zu Gast gewesen waren, anbringen. Mittlerweile ist auch dieser Erinnerungshinweis vom üppig wuchernden Strauchwerk verdeckt.

## Gäste auf der „Neuen Welt“

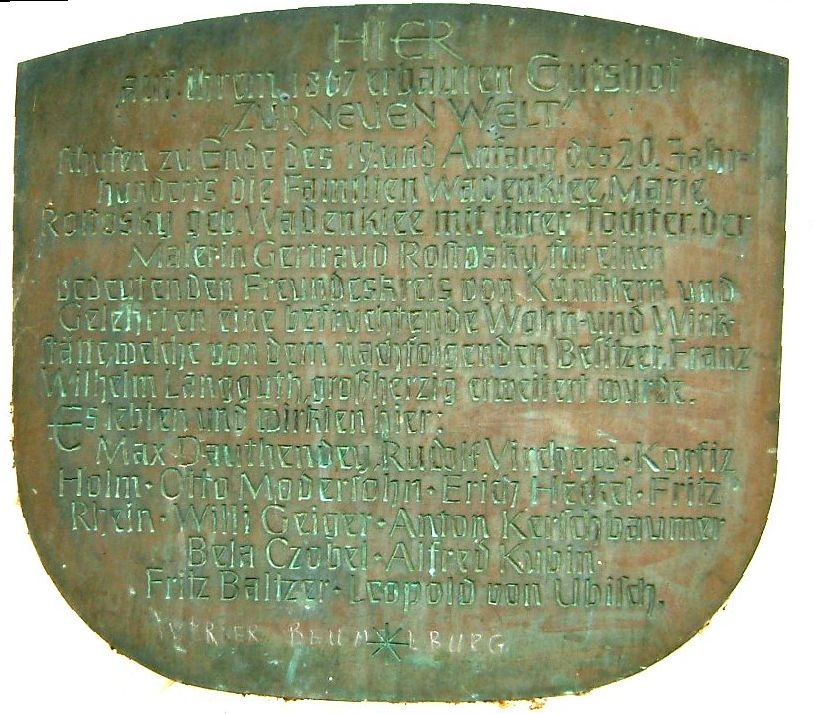
Gedenktafel für die Bewohner und Gäste auf der „Neuen Welt“, angebracht im Jahre 1968

Zu den einmaligen oder wiederkehrenden Gästen und Besuchern der „Neuen Welt“ gehörten u. a.:
- Friedrich Ahlers-Hestermann, Maler (Sommer/Herbst 1924)
- Fritz Baltzer, Zoologe (* 1884, † 1974)
- Monica und John Berenberg, Maler, (Sommer 1940)
- Werner Beumelburg, Schriftsteller
- Béla Czobel, Maler (März 1920, Sommer/Herbst 1924, Juli 1925) und seine Frau Isolde
- Carl Grossberg, Maler
- Max Dauthendey, Dichter und Schriftsteller, bis zu seiner zweiten Weltreise 1914 sporadischer Dauergast
- Elisabeth Dauthendey, Schriftstellerin
- Willi Geiger, Maler, (1907), Ölgemälde: „Würzburg - Blick auf die Festung“, 1907
- Herbert Günther, Journalist und Schriftsteller, (Oktober 1955)
- Erich Heckel, Maler, (Mai/Juni 1927), Ölgemälde: „Landschaft mit drei Brücken“, „Marienveste bei Würzburg“, „Weinberge am Main“, alle 1927, Aquarelle: „Main bei Würzburg“, „Badende am Main“, „Blick vom Steinberg auf Main und Stadt“, alle 1927, „Der Steinberg“, 1928
- Theodor Heuss, Politiker und Bundespräsident (Sommer 1955)
- Dora Hitz, Malerin (Sommer 1922)
- Korfiz Holm, Verleger und Schriftsteller (* 21. August 1872 Riga; † 5. August 1942 München)
- Adalbert Jakob, Dichter (* 30. Januar 1892 Würzburg, † 26. März 1970 ebd.)
- Maria Jolly, Malerin (* 29. Oktober 1895 Würzburg, † 10. März 1968 Lohr a. M.)
- Anton Kerschbaumer, Maler, (August – November 1925), Aquarell „Blick auf die Festung mit Telegrafenstange“, 1925
- Fritz Knapp, Kunsthistoriker
- Max Krause, Maler
- Alfred Kubin, Graphiker und Schriftsteller
- Ludwig Lewin, Pädagoge, Psychiater, Publizist und Leiter der Lessing-Hochschule in Berlin (* 1887, † 1967)
- Alfred Richard Meyer, Schriftsteller (Sommer 1925)
- Otto Modersohn, Maler (Sommer/Herbst 1924, Sommer 1925), Ölgemälde: „Weg im Leistengrund mit Veste Marienberg“, 1924, „Würzburg - Im Garten des Hofgutes ‚Neue Welt’“, 1925, „Würzburg - Gut Neue Welt II“, 1925
- Alexandra Povòrina, Malerin (Sommer/Herbst 1924)
- Hans und Mathilde Purrmann bzw. Vollmoeller-Purrmann, Maler (Sommer 1919)
- Fritz Rhein, Maler
- Leopold von Ubisch, Biologe
- Elsa Weise, Malerin (Sommer/Herbst 1924)

(Aufzählung und Aufenthaltszeiten unvollständig)